# Silistra Knoll
Silistra Knoll är en bergstopp i Antarktis. Den ligger i Sydshetlandsöarna. Argentina, Chile och Storbritannien gör anspråk på området. Toppen på Silistra Knoll är 572 meter över havet.
Terrängen runt Silistra Knoll är varierad. Havet är nära Silistra Knoll åt sydost. Trakten är glest befolkad. Närmaste befolkade plats är St. Kliment Ohridski Base, 14,2 kilometer väster om Silistra Knoll. 